# Marta de Suècia
Marta de Suècia, princesa hereva de Noruega (Estocolm 1901 - Oslo 1954). Princesa de Suècia amb el tractament d'altesa reial que, per mitjà del seu matrimoni, esdevingué princesa hereva de Noruega. Era la mare de l'actual rei noruec.
Nasqué el 28 de març de 1901 a la capital sueca essent filla del príncep Carles de Suècia i de la princesa Ingeborg de Dinamarca, ducs de Västergötland. La princesa era neta per via paterna del rei Òscar II de Suècia i de la princesa Sofia de Nassau i per via materna del rei Frederic VIII de Dinamarca i de la princesa Lluïsa de Suècia.
El 21 de març de 1929 es casà amb el príncep i després rei Olaf V de Noruega, filla del rei Haakon VII de Noruega i de la princesa Maud del Regne Unit. La parella, establerta a Oslo, tingué tres fills:
- Ragnhild de Noruega, nascuda a Oslo el 1930. Es casà morganàticament amb Erling Sven Lorentzen l'any 1953.

- Àstrid de Noruega, nascuda el 1932 a Oslo. Es casà morganàticament amb Johan Martin Ferner l'any 1961.

- Harald V de Noruega, nat a Oslo el 1937. Casat des de 1968 amb Sònia Haraldsen. És rei de Noruega des de 1991.

La princesa hereva Marta esdevingué extremadament popular a Noruega pel seu caràcter extravertit i obert. Al llarg de la dècada de 1930 tant Olav com Marta prengueren més responsabilitats representatives de la corona, iniciant l'any 1939 un viatge pels Estats Units on establiren una profunda amistat amb Franklin Delano Roosevelt i Elionor Roosevelt.
L'any 1940 les tropes nacionalsocialistes ocuparen Dinamarca i Noruega entre altres països. Marta i els seus tres fills s'instal·laren a la neutral Suècia. Gràcies a una invitació personal del president dels Estats Units, Marta i els seus tres fills emigraren a Amèrica i s'instal·laren a Washington, primer a la pròpia Casa Blanca i després a una casa cedida pel Govern. Marta seguí cultivant la seva amistat amb els Roosevelt i influí en certa forma en el discurs «Look to Norway» del president de l'any 1942.
Al llarg de la seva estada als Estats Units treballà de valent per tal d'aconseguir fons especials per ajudar la població noruega, per la qual cosa se li atribuí el títol de «mare de la nació». La princesa morí de càncer al Palau Reial d'Oslo l'any 1954; un any després el seu marit esdevenia rei de Noruega.
L'any 2005, en una visita oficial als Estats Units, el rei Harald V de Noruega inaugurà un bust de marbre a Washington en honor de la seva mare finançat pel govern estatunidenc.